# M-2002
外部からM-2002のコードネームで認識される、天馬-215/216こと、暴風号または暴風虎（発音はどちらも同じ、ポップンホ）は、1990年代に朝鮮民主主義人民共和国（北朝鮮）が開発したとされる戦車である。

## 概要
1990年代初頭、朝鮮人民軍はT-55・59式戦車をはじめ、T-62をライセンス生産した天馬号 / 天馬虎（チョンマホ）を配備していた。一方、北朝鮮の事実上の敵国である大韓民国はK1を開発、大規模な配備を始めたことに刺激され、1990年代に入って、朝鮮労働党の下に置かれる第2経済委員会と第2国防科学院により、T-62を基に開発が始まったとされる。
2002年2月16日には、平壌郊外で新型戦車の性能試験を行ったことが朝鮮中央放送のテレビ番組で発表され、アメリカ国防総省は、この新型戦車にM-2002の仮称を与えた。
咸鏡南道・新興のリュ・ギョンス戦車工場で2002年から生産されているとされる。
2010年2月、北朝鮮国内向け放送にて新型戦車の動画が再び公開され、4月に大韓民国の韓国放送公社第2チャンネルが朝8時のニュース番組で、この映像を受信した動画を放映した。画面にはT-72とは異なる戦車が一台で走行していた。この時公開された画像では、戦車側面の転輪が、画像が悪い、回転している、砂埃、などで不鮮明ながらも、T-55 - T-62系列のスターフィッシュ型転輪に見えることも、この新型戦車がT-62を基に開発されたことを裏付けている。その後、同2010年に行われた軍事パレードに大挙して登場。パレードに招待された北朝鮮国外のメディアにも大々的に公開された。
労働新聞2016年2月27日付けは、「敬愛する金正恩同志が新たに開発された対戦車誘導兵器試験射撃を指導された」の題で、北朝鮮の新型対戦車ミサイルの標的として破壊された、転輪が片側6個の戦車の画像を掲載した。そのT-62風の鋳造によるとおぼしき砲塔の直接照準孔や機銃孔の開いた前面からは、直線平面的な追加装甲が剥離し、おそらく暴風号の角型砲塔も、基礎となる鋳造砲塔の周囲に直線平面的な追加装甲を貼り付けたものと推測される。

## 開発経緯
過去には、2001年8月にロシアを訪問した金正日が当時のプーチン大統領と共にオムスク戦車工場を視察した際にT-90の購入を要求し、拒否されたことで自国で開発せざるを得なくなったという推測もあった。しかし、北朝鮮はその翌年である2002年には新型戦車の性能試験を行っていることから、要求したのはT-90に用いられている新型エンジンV-84-MSや51口径125mm滑腔砲 2A46M-2だという説もある。

## T-72ベース説
「北朝鮮が1990年代にソビエト連邦からT-72を約300輌入手し（仮に事実だとしてもモンキーモデルのT-72Mだと思われる）、平壌を中心とした二個戦車師団に配備した」、もしくは、「北朝鮮がソ連時代にT-72のライセンス生産の許可を得て、1991年から大量生産した」、との未確認情報がある。しかし北朝鮮がT-72を、ロシアから購入したり、ライセンス生産をしたという確証はない。一説には北朝鮮は、在韓米軍のM1A1や韓国陸軍のK1に対抗するために、ソ連にT-72の供与を求めたが、T-72の技術が北朝鮮経由で中国に流出することを恐れたソ連に断られたとも言われている（しかし結局中国は別ルートでT-72を入手し、国産戦車開発の参考としている）。
上記に基づく推測では、オムスク視察の後、北朝鮮の第二機械工業設計局でT-72を基にしたと推測される新型戦車の開発が始まったとされる。
聯合ニュース2010年8月17日付けによると、「韓国の情報当局は、北朝鮮は1990年代末まで「T-62」と「天馬号」を独自に生産し、前方地域や平壌一帯に集中配備したと把握している」とある。上記の「T-72を1990年代に入手もしくはライセンス生産」「T-72を平壌中心に配備」という説は、この聯合ニュースの報道と同じ情報の中の「T-62」と「天馬号」をT-72と錯誤したものと思われる。
このように北朝鮮は（戦力としては）T-72を保有していないという言説もあったが、北朝鮮映画「一生涯人民の中で」の9作目にて不鮮明ながらも写っており、少なくとも1輌のT-72を保有していたことが、2020年に判明している。イラン・イラク戦争中（1980年～1988年）にイラン軍によって鹵獲されたイラク軍の損傷したT-72（おそらく輸出型であるオブイェークト172M-E1/2)が、イランから北朝鮮に供与された可能性が高い。入手時期は1985年～1992年の間（1988年以降の可能性が高い）と推測される。
このT-72が、北朝鮮の新型戦車がT-62をベースとしつつも、その開発の参考資料になった可能性がある（類似例に、ソ連から鹵獲したT-62を参考資料に、59式戦車（＝T-54A）をベースに改良して、69式戦車(＝T-62そのもののコピーではない）を開発した、中国の例がある）。

## 設計
現在、実戦配備されている北朝鮮の新型戦車（後述のM-2020は除く）は、二種類が確認されており、角型砲塔左側操縦席の戦車は「暴風号 / 暴風虎」（天馬-215/216）、お椀型砲塔中央操縦席の戦車は「先軍号 / 先軍虎」（先軍-915）とされているが、実態は不明である。これらの新型戦車の車体はファミリー化されているようで、ミサイルの移動式発射台や自走砲にも転用されている。

### 車体
暴風号 / 暴風虎は、T-62の車体をわずかに延長して、それまでのT-55 - T-62のような大直径転輪から、T-72のような中直径転輪（ただしスターフィッシュ型）にすることで、転輪の数を片側5個から6個へ増やし、T-62では車体前方寄りだった砲塔を車体中央に位置させたものであるとする説もある。それが推測される理由はT-64戦車以後のソビエト製戦車では操縦席が中央に移動したが、北朝鮮の新型戦車は依然として左側に設置されている事にある。
成型炸薬弾対策に前部フェンダーは角張っており、車体側面にはサイドスカートが装備され、車体前方下部にはゴム板も装備している。砲塔もT-72と大きく形状が異なり、85式戦車に似た、前面に楔形の増加装甲を取り付けた、面構成の角型（溶接？）砲塔である。砲塔の前面や側面や後面の角度は垂直ではなく傾斜している。また、砲塔と車体の表面に爆発反応装甲（ERA）を追加で装備する可能性もある。車長席はT-62と同じく砲塔左側にある（T-72は砲塔右側）。砲塔側面には左右それぞれ4連装発煙弾発射機を備えている。

### 武装
主武装は、T-62に搭載されている115mm滑腔砲2A20、もしくは、T-72に搭載されている125mm滑腔砲2A26/2A46/2A46Mまたはその改良型と考えられており 「、主砲基部にT-62（天馬号/天馬虎）よりも若干大きな箱型のレーザー測距儀とされるを装備する。9M119 レフレークス対戦車ミサイルの運用能力があるかは不明（砲塔上面に対戦車ミサイル発射機を備えていることから、砲自体には、砲発射対戦車ミサイルの運用能力は無い、もしくは、制限されている可能性が高い）。角型砲塔の新型戦車の主砲砲身にサーマルスリーブは装着されておらず、お椀型砲塔の新型戦車には装着されている。
副武装として、旧ソ連の戦車と同じPKT7.62mm機関銃を主砲同軸（砲右側）に装備するが、砲塔上面右側の対空機関銃は朝鮮人民軍の他の装甲車両と同じKPV14.5mm重機関銃に強化されている。
お椀型砲塔の新型戦車は、主力戦車としては珍しく、砲塔上面左側の車長用キューポラ左側に、地対空ミサイル（ロシアの「9K38 イグラ」、射程5km）の発射機を搭載可能（画像外部リンク2参照）。これらは赤外線誘導で、本来は歩兵が携行する短距離ミサイルだが、低空を低速で飛行する対戦車ヘリコプターなどには充分な脅威となる。また、主砲防盾上部に、対戦車ミサイル「火の鳥3」の発射機2基を搭載可能。
2017年4月15日の金日成生誕105年記念日の平壌軍事パレードでは、角型砲塔の戦車にも対戦車・地対空ミサイル（どちらも連装）の搭載が確認された。一例として、対戦車ミサイルは砲塔上面左側、携行式地対空ミサイルは砲塔右側後部に突出する形で架台基部（RWS（砲塔内からの遠隔操作式）とする説がある）を増設して、位置している。砲塔上面中央の装備は、連装式の「AGS-30 30mm自動擲弾銃」とする説がある。また、別の例では、砲塔上面左側に連装式の対戦車ミサイル架1基、その後方に単装式の携帯式地対空ミサイル架1基。対戦車ミサイルはロシアの「9K111 ファゴット（AT-4 スピガット）」の北朝鮮版発展型「火の鳥3」とする説がある。
「火の鳥3」は2008年頃に開発されたもので、SACLOS方式の「9K111」を原型に、北朝鮮が独自にレーザー誘導方式に改良したものであり、直径120㎜、重量26㎏、射程は3㎞。発射筒の照準器の形状が、縦長の「9K111」と異なり、横長であることから「9K111」との区別が可能。その後、配備された「火の鳥3」は2012年に北朝鮮の閲兵式で初公開。2016年2月には、射程を倍近くの5.5㎞に延伸した改良型が試験された。この改良型はロシアの「9K133 コルネット（AT-14 スプリガン）」に匹敵する性能である（もしくは、コルネットの直接的なコピーの可能性もある）。

## 先軍号 / 先軍虎（先軍-915）
2010年10月10日の軍事パレードでは、転輪が6個で操縦席が中央にある新型車体に、お椀型の砲塔を載せた新型戦車も確認されている。これを天馬号/天馬虎の最新型とする説もあるが、2010年と2012年に天馬号/天馬虎の最新型である「天馬5号（チョンマオホ）」がこれとは別に登場している。
サーマルスリーブを装着した主砲は125mm滑腔砲である可能性が高いが、外観から2A26/2A46系の単純なコピーではないようである。また、砲塔下方の自動装填装置（オートローダー）は搭載していない可能性が高い。そのため、装填手がいるものと考えられる。砲塔内は3名で、車長は砲塔後部左側に、砲手は前方左側に、装填手は右側にいる。砲塔上面右側にはKPV14.5mm重機関銃（装填手が操作。RWSではないので、射撃時はハッチから身を乗り出し曝す必要がある）を、砲塔上面左側には携行地対空ミサイル（車長が操作）を備えている。砲塔側面には左右それぞれ4連装発煙弾発射機を備えている。操縦席前方の傾斜した車体前面には、爆発反応装甲のブロックらしきものが確認できる。この2010年の時点では砲塔前面に爆発反応装甲らしきものは確認できない。砲塔後部は箱状のバスルになっており、即応弾を収納しているものと推測される。バスル後部には籠が付いている。砲塔後端バスル部分直前の位置の砲塔上面には太めの棒が立っており、環境（横風）センサーだと考えられる。
この戦車は2012年4月15日に行われた、金日成主席生誕100周年記念軍事パレードにも登場している。操縦席前方の傾斜した車体前面には、爆発反応装甲のブロックらしきものが確認できる。この2012年の時点ではお椀型砲塔前面に、T-90の「コンタークト5」のような形状の、楔形の板を備えている。
北朝鮮の情報筋は、RHA換算で、砲塔の900mmに加えて、二枚重ねの砲塔ERAで500mmが追加されて、約1,400mmの砲塔正面防御力がある、と主張している（が、誇張の可能性が高い）。
車体左側面にエンジンの排気口があることが確認できる。
中国網2013年1月17日付けは、「北朝鮮が2012年4月に開催した閲兵式でほとんどの主力戦闘装備を動かしたことをロシア軍事産業共同体のサイトが1月15日に報道した」と、間接的に報じた。その中にはM-2002 暴風虎も含まれていたとされる。M-2002 暴風虎として公開された画像は、転輪が片側6個で、操縦席前方の傾斜した車体前面に爆発反応装甲のブロックらしきものを、お椀型砲塔前面に楔形の板を備えており、上記2010年と2012年と同じ戦車である。
聯合ニュース2013年6月19日付けは、北朝鮮が2005年から2012年にかけて、「先軍号」と「天馬5号」からなる新型戦車約900輌を追加配備したと報じた。
朝鮮日報2014年8月19日付けは、北朝鮮が、中国との国境地帯の両江道に2010年に創設した第12軍団に、自動射撃制御装置、コンピューターモニターを搭載した最新型戦車「先軍915」を約10台配備したと報じた。
先軍号あるいは先軍虎（선군호、発音はどちらもソングンホ）は金正日の「先軍政治」から名づけられたとされる。初期名称は先軍-915であった。2009年より生産が開始された。